# 雋不疑
雋不疑（?—?），字曼倩，西漢勃海郡（治今河北省滄縣東）人，雋不疑初任文學掾，漢武帝末年經暴勝之舉薦，被徵召為青州刺史。此後雋不疑因破獲齊孝王劉將閭之孫劉澤反叛的陰謀，而擢升為京兆尹，賜錢百萬。始元五年，雋不疑逮捕冒充已故衞太子劉據的成方遂，得到漢昭帝和大將軍霍光的讚賞，其在朝中的聲名亦水漲船高，後來雋不疑因病而免官，最終逝世於家中。

## 生平

### 勝之薦賢
雋不疑精通《春秋》，早年擔任郡中的文學掾，其言行舉止必定遵循禮儀，在州郡間頗有名氣。
汉武帝末年，各郡國的盜賊成群作亂。暴勝之擔任直指使者，穿著繡衣，手持斧鉞，追捕盜賊、監督考察郡國官員，其執法範圍遠達東邊的海濱。按照戰時法律懲罰不通從命令者，威震州郡。暴勝之平時就聽說雋不疑賢能，因此當他巡察至勃海郡後，便派遣官吏去邀請雋不疑與他相見。雋不疑頭戴進賢冠，腰掛櫑具劍，身佩玉環和玉玦，寬衣闊帶，服飾整齊地來到門外，通報姓名，門衛想讓雋不疑解下他的佩劍，雋不疑回道：「劍是君子的武器裝備，是用來保護自身的，不可以解下，請讓我告辭離去吧。」門衛將此事彙報給暴勝之。
暴勝之開門招請，望見雋不疑容貌莊重嚴肅，衣冠大方，暴勝之來不及把鞋穿好就匆忙起身迎接。兩人登堂坐定後，雋不疑俯身說道：「我住在偏遠的海濱，很早就耳聞暴公子您的威名，但直到今天才有幸與您相見並交談。凡是做官，太過剛直便容易受到摧折，過於軟弱則容易荒廢政務，因此，最好的辦法是行使威嚴的同時施以恩惠，如此才能建功立業，傳播美名，永保天賜的祿位。」暴勝之知道雋不疑並非庸碌無能之輩，因此恭敬地接受他的勸誡，以隆重的禮儀接待他，並向他請教在當時形勢下應該採取的措施。暴勝之門下的僚屬都是從各州郡挑選的精幹官吏，他們在一旁傾聽雋不疑的談話，無不感到驚嘆佩服，直到深夜，雋不疑才告辭離去。暴勝之於是上書薦舉雋不疑，雋不疑被徵召到公車署，受命擔任青州刺史。

### 雋母督子
過了很長一段時間後，漢武帝駕崩，汉昭帝即位。這時齊孝王劉將閭的孫子劉澤勾結各郡國裡有勢力者謀反，他們原先計劃先刺殺青州刺史，而雋不疑及時發覺劉澤等人的陰謀，將他們全數抓捕起來，劉澤等人皆伏法認罪。雋不疑因此升遷為京兆尹，獲得百萬錢的賞賜。
京城的官民皆敬畏雋不疑的威信。每次雋不疑巡查各縣，審核囚徒罪狀回來，他的母親總會問他：「有沒有案件被平反？救活了多少人命？」如果得知雋不疑平反了許多冤案，他的母親就喜形於色，飲食、說話都不同於平時，反之如果雋不疑沒有平反什麼案子，他的母親就會非常生氣，並因此而不吃東西。所以雋不疑當官，雖然嚴厲卻不殘忍。

### 偽太子案
始元五年，有一名男子乘坐一輛黃色牛犢車，車上插著黃色的旐旗，身穿黃色寬大的直襟單衣，頭戴黃色的帽子，來到未央宫北門，自稱是衛太子刘据。公車署的官員將此事向朝廷稟報，漢昭帝下詔讓公卿、將軍俸祿二千石的官員共同辨認。长安城中聚集圍觀的官民高達幾萬人，右將軍把軍隊布置在門樓下，以防備有意外情況發生。前來辨認的公卿大臣們沒人敢發言，而京兆尹雋不疑稍後趕到，隨即喝令隨從官吏逮捕此人。有人說：「真相還不清楚，暫且慢一點吧。」雋不疑說：「諸位何必害怕衛太子呢！春秋时期的蒯聵因違背其父衛靈公出逃國外。等衛靈公死後，蒯聵的兒子蒯輒繼承了王位，拒絕父親蒯聵返回衛國的要求，《春秋》認同蒯輒的做法，衛太子劉據得罪過先帝，逃亡在外而沒有死去，如今又自己回來，他是罪人啊。」當即把這名自稱是衛太子的人送至诏狱關押。
後來經過廷尉審問，終於查清了事實的真相。原來此人本是夏陽人，真名叫做成方遂，居住在湖縣，以占卜為生。有個以前擔任衛太子舍人的人曾經到過成方遂那裡占卜，他對成方遂說：「您的相貌酷似衛太子。」成方遂聽罷認為這事能夠給自己帶來好處，想藉此求取榮華富貴，於是來到宮門前，詐稱自己是衛太子。廷尉抓拿召集同鄉里認識成方遂的張宗祿等人前來作證，成方遂最終被判處犯下欺騙的罪刑，在東市被腰斩。此外還另有一種說法，說這名冒充者姓張，名叫延年。

### 譽滿朝廷
而漢昭帝和大將軍霍光在聽說雋不疑對成方遂的處置後，非常讚賞，說：「公卿大臣都應當運用經學來維護大義。」雋不疑由此聲名顯赫，在朝的官員都自認為比不過他。大將軍霍光想將女兒嫁給他為妻，雋不疑堅決推辭，不肯接受。許久之後，雋不疑因病免官，在家中去世，京師的人都相當懷念他。後來，趙廣漢擔任京兆尹，他曾經對人說：「我禁止奸邪，杜絕邪惡，在官民中收到良好的成效，至於處理朝廷大事，則遠遠不及雋不疑」。

## 評價
- 班固：雋不疑學以從政，臨事不惑，遂立名跡，終始可述[1]。
- 黃震：不疑剛而能斷，其引蒯聵以折戾太子，特一時應卒之機耳，於經義則未合，葢昭帝親受先帝天下，太子久廢君臣之分久定，使戾園在亦不過退就藩邸奉朝請耳，與衛輒不受命而自立，以子拒父者非類也[3]。

## 延伸閱讀
[在维基数据编辑]
 《漢書/卷071》，出自班固《漢書》